# Atrachya alboplagiata
Atrachya alboplagiata là một loài bọ cánh cứng trong họ Chrysomelidae. Loài này được Jacoby miêu tả khoa học năm 1892.